# Santa Catarina Juquila (kommun)
Santa Catarina Juquila är en kommun i Mexiko.   Den ligger i delstaten Oaxaca, i den sydöstra delen av landet, 400 km sydost om huvudstaden Mexico City.
Följande samhällen finns i Santa Catarina Juquila:
- Santa Catarina Juquila
- Ampliación Barrio Grande y la Asunción
- El CERESO
- El Camalote
- Junta de los Ríos
- Las Trancas
- San José Vista Hermosa
- Cinco Negritos
- Arroyo Triste
- La Sanguijuela
- El Mosquito